# Trampas de luz
Trampas de luz es el segundo álbum de larga duración –y tercero en su carrera como solista– de la cantante mexicana Sasha Sokol lanzado al mercado en 1989 por la compañía Melody. De esta producción, destacaron en radio y televisión los sencillos "Algo de mí" "Muévete a mi alrededor" "Mitad de mí" "Amante sin amor" y el tema que da título al álbum: "Trampas de luz".

#### Formatos
Este material se editó originalmente en los formatos LP y casete. Actualmente el álbum puede escucharse en plataformas digitales. 

## Temas
| N.º | Título                              | Escritor(es)                | Duración |  |
| 1.  | «Trampas de luz»                    | Fernando Riba / Kiko Campos | 4:22     |  |
| 2.  | «Algo de mí (Un nuevo modo de dos)» | Riba / Campos               | 4:25     |  |
| 3.  | «Muévete a mi alrededor»            | Aleks Syntek                | 3:39     |  |
| 4.  | «Siénteme»                          | Syntek                      | 3:35     |  |
| 5.  | «Amante sin amor»                   | Riba / Campos               | 4:22     |  |
| 6.  | «Esta vez»                          | Riba / Campos               | 2:52     |  |
| 7.  | «Olvídalo»                          | Álex Zepeda                 | 3:36     |  |
| 8.  | «A veces»                           | Sergio Chávez               | 3:23     |  |
| 9.  | «Mátalo»                            | Zepeda                      | 3:46     |  |
| 10. | «Mitad de mí»                       | Riba / Campos               | 3:14     |  |